# Mid-Air Thief
Mid-Air Thief 공중도둑 (romanización revisada, Gongjungdoduk) es un músico de folktrónica anónimo surcoreano. Ha publicado dos álbumes: Gongjoong Doduk (2015) y Crumbling (2018), el último de los cuales ganó el premio al Mejor Álbum Dance y Electrónico en los premios Korean Music Awards de 2019.

## Carrera
Mid-Air Thief comenzó su carrera en 2012 usando el nombre artístico Hyoo (휴). En 2015, el proyecto cambió su nombre a Gongjoong Doduk (공중도덕) y lanzó su álbum debut homónimo,  que fue nominado a Mejor Álbum de Rock Moderno en los Korean Music Awards 2016. Su nombre cambiaría nuevamente a Mid-Air Thief (공중도둑) después de que los raperos Dok2 y The Quiett lanzaran una canción llamada así como parte del programa de telerrealidad surcoreano de 2016 Show Me the Money 5.
En 2018, Mid-Air Thief lanzó su segundo álbum, Crumbling, que cuenta con la voz de la cantante surcoreana Summer Soul. El álbum llamó la atención de las comunidades musicales en línea.  Crumbling fue nominado a Álbum del año y Mejor álbum dance y electrónico en los Korean Music Awards de 2019, y ganando el premio en la segunda categoría.
En 2021, Mid-Air Thief contribuyó a la banda sonora de la serie de anime Sonny Boy
En 2022, Mid-Air Thief lanzó su tercer álbum, Flood Format (손을 모아), a través de su página Bandcamp y bajo el nombre Bird's Eye Batang (새눈바탕).

## Discografía

### Álbumes de estudio
| Título                                     | Detalles del álbum                                                                                          |
| ------------------------------------------ | --- |
| Gongjoong Doduk (공중도덕; Gongjungdodeog) | - Publicado: 9 de febrero de 2015 - Discográfica: Fundación - Formato: Descarga digital, streaming, CD      |
| Crumbling (무너지기; Muneojigi)            | - Publicado: 31 de julio de 2018 - Discográfica: Autoeditado - Formato: Descarga digital, streaming, CD, LP |
| Flood Format (손을 모아; Soneul Moa)       | - Publicado: 12 de mayo de 2022 - Discográfica: Autoeditado - Formato: Descarga digital, streaming          |

## Premios y nominaciones
| Año  | Otorgar             | Categoría                       | Trabajo nominado | Resultado | Ref.  |
| ---- | ------------------- | ------------------------------- | ---------------- | --------- | ----- |
| 2016 | Korean Music Awards | Mejor álbum de rock moderno     | Gongjoong Doduk  | Nominado  | [ 3 ] |
| 2019 | Korean Music Awards | Mejor álbum dance y electrónico | Crumbling        | Ganador   | [ 2 ] |
| 2019 | Korean Music Awards | Álbum del año                   | Crumbling        | Nominado  | [ 8 ] |